# Palaua sandemanii
Palaua sandemanii là một loài thực vật có hoa trong họ Cẩm quỳ. Loài này được (Sandwith) Fryxell mô tả khoa học đầu tiên năm 1997.